# Henryk Merzbach
Henryk Merzbach też Henry Merzbach (ur. 29 grudnia 1836 w Warszawie, zm. 20 kwietnia 1903 w Brukseli) – polski poeta i dziennikarz żydowskiego pochodzenia.

## Życiorys
Urodził się w rodzinie warszawskich księgarzy i wydawców jako syn Zygmunta Merzbacha i jego żony Heleny Lesser (1812-1894), córki Lewiego Lessera. Miał trzy siostry: Klarę (1835-1912), Karolinę (1837-1896) i Rozalię (ur. 1841).
W młodości wziął udział w powstaniu styczniowym (był jednym z redaktorów tajnego pisma Prawda). Po jego upadku wyemigrował do Belgii. Tam pracował jako dziennikarz. Był poetą i publicystą. Wśród jego publikacji można wymienić:
- Adieux a Michel Berend : quelques mots sur la mission historique des peuples
- La Ligue patriotique contre l'acoolisme : quelques mots son passé, son présent & son avenir
- Joachim Lelewel w Brukseli[2]
- Listy z Belgji Agrykoli i Paterkula[3]
- Lutnia[4]
- Prace numizmatyczne Joachima Lelewela w Belgii[5]
- Z jesieni[6]
- Z wiosny[7]

Był żonaty z Henryką Elizą Ghislane Le Hardy de Beaulieu (ur. 1851), z którą miał czworo dzieci: Helenę Elżbietę (ur. 1871), Jerzego Zygmunta (1874-1928, adwokata w Egipcie), Karola Zygmunta (ur. 1875, oficera) oraz Klarę Hortensję (ur. 1880).
Nie wiadomo gdzie został pochowany.